# 豪爾赫蒙特島
豪爾赫蒙特島是智利的島嶼，位於該國南部麥哲倫海峽以北的太平洋海域，由麥哲倫-智利南極大區負責管轄，面積537平方公里，阿拉卡盧夫人自6,000年前聚居該島沿岸。
51°20′S 74°45′W / 51.333°S 74.750°W